# Famille von Wietersheim
La famille von Wietersheim est une famille noble originaire de Westphalie.

## Histoire
Cord Smeckeworst, dit Wietersheim (1500-1571), est considéré comme l'ancêtre de la famille. Il est attesté qu'il était citoyen de Stadthagen en 1529. Son nom fait référence à Wietersheim en Ostphalie. Son fils, le chancelier de Holstein-Schaumbourg (de) Anthonius Smeckeworst, gen. Witerßheim sur Stadthagen, Sachsenhagen et Apelern (mort en 1614), qui est anobli en 1592, et sa seconde épouse Margarethe Langermann laissent six fils, dont quatre poursuivirent la lignée.

### Anoblissements
- Noblesse impériale pour Anton (I.) von Wietersheim, décerné par l'empereur Rodolphe II avec un diplôme à Prague le 28 février 1592[1]
- Comte palatin pour Anton (II.) von Wietersheim, élévation par l'empereur Ferdinand III avec diplôme à Vienne le 29 mars 1642[2]

### Possessions

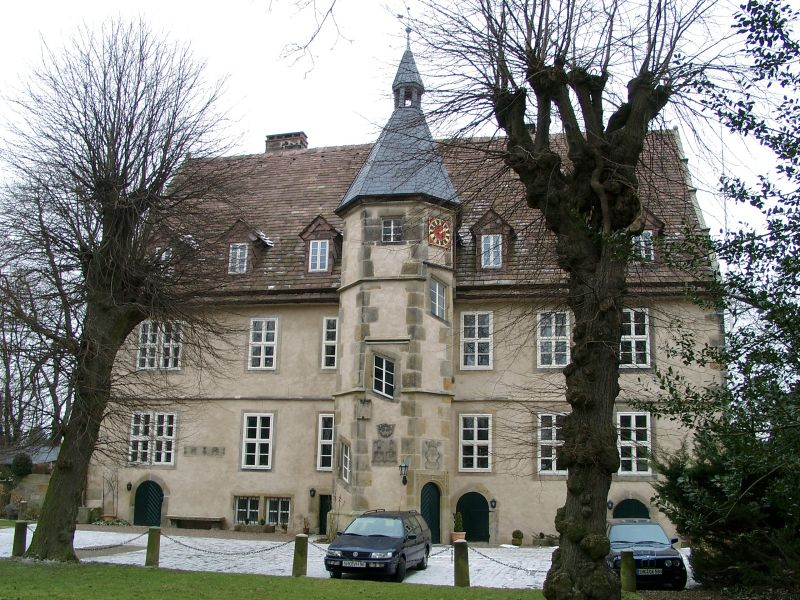
Château d'Hammerstein construit par Anton (I.) von Wietersheim en 1590, vendu au général de division Friderich Christoph von Hammerstein-Gesmold 1673

Les biens suivants appartenaient à la famille :
- Apelern (de) 1590-1673
- Trossin près de Königsberg-en-Nouvelle-Marche 1752-1771
- Niemberg près de Halle 1793-1804
- Mensdorf près d'Eilenbourg 1793-1844
- Batzlaff près de Cammin 1819–1862
- Frenz (Osternienburger Land) 1621–1796
- Opperode 1622-1699
- Wörbzig 1621-1787
- Hochstüblau en Prusse-Occidentale 1828–1860
- Nöbdenitz 1828-1865
- Klitzschen près de Torgau 1833–1877
- Zwangshof, arrondissement de Konitz (de) en Prusse-Occidentale 1846–1922
- Neu-Pouch près de Bitterfeld 1830–1869
- Sapraschine, arrondissement de Trebnitz 1886-1906
- Johannisberg près de Lippehne 1903-1907

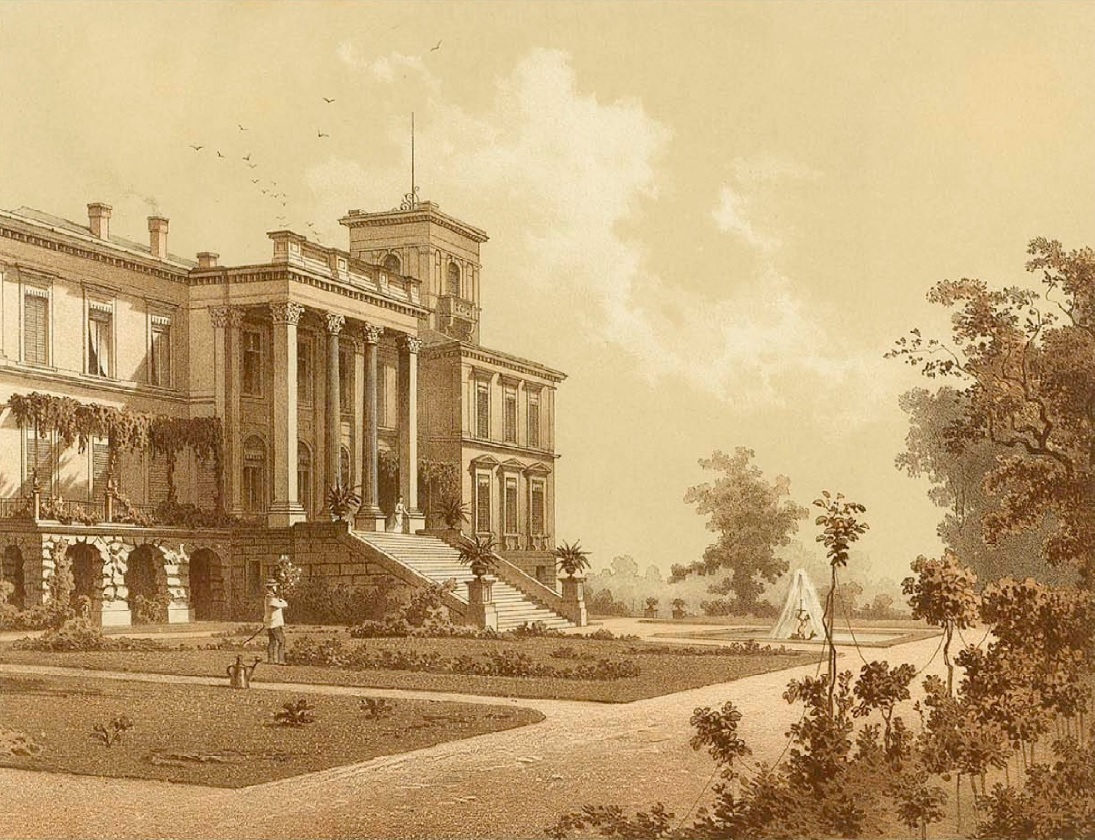
Manoir de Muhrau, vers 1875/77, d'après la collection Alexander Duncker, propriété de la famille de 1916 à 1945

#### en Silésie
- Neuhof 1862–1945[5]
- Viehau 1860–1945
- Neuland (pl), Kunzendorf, Kesseldorf, Wenig-Rackwitz, dans l'arrondissement de Löwenberg-en-Silésie 1884–1945
- Seifersdorf 1884–1934
- Fidéicommis issue de la possession de la famille entrepreneuriale Kramsta (de) :
  - Wirrwitz 1915–1945
  - Krolkwitz 1915–1945
  - Neuen 1915–1945
- Nieder- und Oberarnsdorf 1901–1945
- Rauske 1923–1945
- Bertholdsdorf 1923–1945
- Förstchen 1923–1927
- Muhrau et Grunau dans l'arrondissement de Striegau 1916–1945
- Puschkau, Tschechen, Niklasdorf et Preilsdorf dans l'arrondissement de Schweidnitz 1923–1945

## Blason

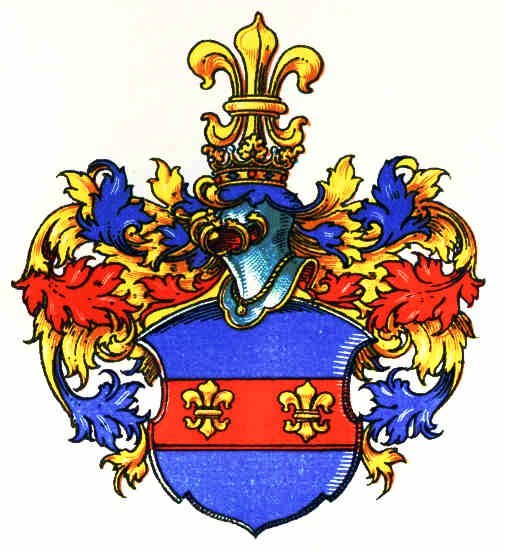
Armoiries de la famille von Wietersheim

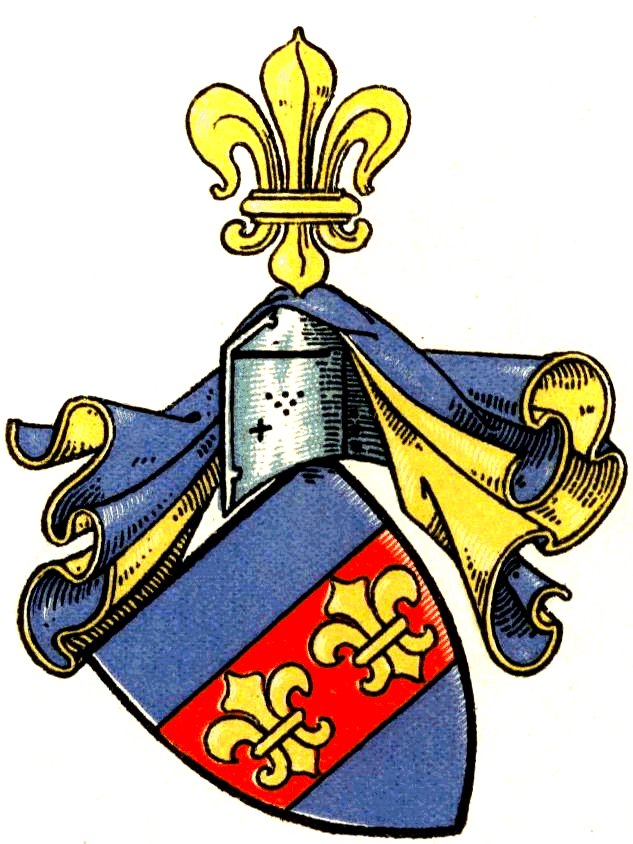
Armoiries de la famille von Wietersheim

Le blason montre une fasce de gueules couverte de deux fleurs de lys dorés en bleu. Un lys doré sur le casque avec des lambrequins bleues, de gueules et dorées.
Selon Stenzel, le blason montre en bleu une fasce couverte de deux lys dorés (selon d'autres maintenant : dans le champ bleu deux barres transversales rouges, entre lesquelles deux lys dorés). Sur le casque couronné se dresse un pilier couronné rouge, couronné d'un lys d'or et entouré trois fois en diagonale vers la gauche par des branches de laurier. Le milieu de ces branches est constellé d'une étoile dorée à six branches. Les lambrequins sont bleus, de gueules et dorés.

## Personnalités
- Anton (I.) von Wietersheim (de) (1539-1614), chancelier de Holstein-Schaumbourg, conseiller impérial
- Anton (II.) von Wietersheim (de) (1587–1647), chancelier de Holstein-Schaumbourg, sénéchal à Barmstedt
- Heinrich Julius von Wietersheim (de) (1585-1645), conseiller privé et intendant de Quedlinbourg
- Ernst von Wietersheim (mort en 1638), Rittmeister danois et sénéchal de Pinneberg, noyé dans le port de Glückstadt ; 1636 admission à la Société des fructifiants
- Gabriel von Wietersheim (de) (mort en 1652), de Stadthagen, chanoine à Lübeck, grand bailli dans la principauté épiscopale de Lübeck, 1636 admission à la Société des fructifiants
- Ludwig von Wietersheim (mort en 1638), colonel danois, tué au large de Vieux-Brisach ; 1629 admission à la Société des fructifiants
- Leopold Friedrich Ludwig von Wietersheim (1701-1761), général de division prussien
- Eduard von Wietersheim (de) (1787–1865), historien, ministre saxon de l'Éducation
- Friedrich von Wietersheim (de) (1849-1906), amiral
- Kurt von Wietersheim-Kramsta (1854-1936), général de division prussien, hérita des domaines de Rauske, Bertholdsdorf et Förstchen après le décès de sa grand-tante Marie von Kramsta (de) en 1923. Comme son cousin Hans-Christoph von Wietersheim, il prend également le nom de Kramsta par règlement testamentaire.
- Walter von Wietersheim (1863-1919), homme politique, député de la chambre des représentants de Prusse, propriétaire du manoir de Neuland (pl) dans l'arrondissement de Löwenberg
  - Mark von Wietersheim (de) (1897-1969), homme politique allemand (NSDAP)
  - Wend von Wietersheim (1900-1975), lieutenant général de la Wehrmacht, porteur des feuilles de chêne avec épées pour la croix de chevalier
- Gustav Anton von Wietersheim (1884-1974), général de la Wehrmacht, récipiendaire de la croix de chevalier
- Hans Christoph von Wietersheim-Kramsta (de) (1899–1978), propriétaire de la fidéicommis Wirrwitz, Krolkwitz et Neuen (arrondissement de Breslau). En 1916, il reçoit les domaines de Muhrau et Grunau dans l'arrondissement de Striegau en cadeau de sa grand-tante Marie von Kramsta. En 1923, il hérite de Puschkau, de Tschechen, de Niklasdorf et de Preilsdorf. Par règlement testamentaire, il prend également le nom de Kramsta.
  - Melitta Sallai (de) (née le 2 octobre 1927 à Breslau) est une activiste et auteur allemande
- Walter Wolfram von Wietersheim (1917–2002), officier allemand, récipiendaire de la croix de chevalier
- Siegvard Edgar Georg von Wietersheim (né en 1926), général des forces armées allemandes
- Armin von Wietersheim (1931-2007), colonel à l'état-major général, chevalier de l'ordre de Saint-Jean
- Anton von Wietersheim (de) (né en 1951), homme politique namibien et ancien ministre de l'Agriculture, de l'Approvisionnement en eau et du Développement rural